# Chat et souris associés

Chat et souris associés (en allemand Katze und Maus in Gesellschaft) est un conte populaire allemand qui figure parmi ceux recueillis par les frères Grimm dans le premier volume de Contes de l'enfance et du foyer (Kinder- und Hausmärchen, 1812, n° KHM 2).
Ce conte a été repris dans une traduction anglaise par Andrew Lang en tête de son recueil The Yellow Fairy Book, sous le titre : The Cat and the Mouse in Partnership.

## Versions
La version recueillie par les frères Grimm vient de Hesse.

## Résumé
Un chat et une souris se sont mis en ménage. En prévision de l'hiver, ils décident d'acheter un pot de graisse et de le cacher sous l'autel de l'église.
Bientôt, cependant, le chat est tenté. Pour pouvoir sortir, il ment à la souris et lui dit qu'une cousine a eu un petit et qu'il est invité au baptême. En réalité, ce n'est qu'un prétexte pour aller manger le dessus du pot de graisse. À son retour, la souris, un peu méfiante, lui demande quel nom a été choisi pour le chaton et, sans trop réfléchir, le chat répond : « Dessus-Parti ».
Un peu plus tard, le chat est encore tenté. De nouveau, il se sert du prétexte d'un baptême pour sortir et aller, cette fois, manger la moitié du pot de graisse. Quand il revient, la souris lui demande le nom du chaton, et le chat répond : « Mivide ».
Encore plus tard, nouvelle tentation. Même excuse mais, cette fois, le chat vide le pot complètement. Quand il revient, la souris lui demande le nom du chaton, et le chat lui répond : « Toufini ».
Quand enfin vient l'hiver, la souris se souvient du pot de graisse. Elle appelle alors le chat et l'invite à l'accompagner pour aller chercher le pot. La souris, évidemment, trouve le pot vide et, alors, elle comprend tout : « Dessus-Parti, Mivide et ... ». Mais, avant qu'elle n'ait fini de prononcer « Toufini », le dernier nom, le chat bondit sur elle, et n'en fait qu'une bouchée.
Ainsi va le monde.

## Variantes
Les frères Grimm font référence à un autre conte similaire, raconté en Hesse également mais aussi en Poméranie, mettant en scène un coq et une poule. D'autres versions ont pour vedettes un renard et un coq, ou un ours et un renard. En France, le plus souvent avec pour protagonistes un loup et un renard, le conte est très répandu : on en dénombre une centaine de versions.

## Classification
Dans la classification des contes-types d'Aarne et Thompson, Chat et souris associés est rangé dans les contes de type AT 15, « The Theft of Butter – Honey – to Playing Godfather » (« Renard - parrain »)

## Sources et bibliographie
- (fr) Paul Delarue, Marie-Louise Ténèze, Le Conte populaire français, édition en un seul volume reprenant les quatre tomes publiés entre 1976 et 1985, Maisonneuve et Laroze, coll. « Références », Paris, 2002  (ISBN 2-7068-1572-8).